# Колебошин Сергій Валерійович
Сергій Валерійович Колебошин (нар. 22 листопада 1977, м. Одеса) — український державний службовець, політик. Народний депутат України 9-го скликання.

## Життєпис
Закінчив Одеський національний університет імені І. І. Мечникова (спеціальність «Фізика»). Вільно володіє англійською мовою. Вчитель фізики. Працював лаборантом у кабінеті фізики, викладав у Рішельєвському ліцеї Одеси. Тривалий час був директором Овідіопольського НВК «ЗОШ I—III ступенів» (2009—2017).З 2017 до 2019 працював Заступником голови Одеської обласної державної адміністрації. Колебошин є співзасновником програми дистанційного навчання «Osvita-online».

## Політична діяльність
У 2006 році — кандидат у депутати Одеської облради від Блоку «Наша Україна». З 2015 по 2019 рік — депутат Овідіопольської районної ради від Аграрної партії.
Кандидат у народні депутати від партії «Слуга народу» на парламентських виборах у 2019 році (виборчий округ № 140, територія Біляївської міської об'єднаної територіальної громади, міста Теплодар, Чорноморськ, Овідіопольський район, частина Біляївського району). На час виборів: заступник голови Одеської облдержадміністрації, безпартійний. Проживає в смт Овідіополь Одеської області. Заступник голови Комітету Верховної Ради з питань освіти, науки та інновацій.
Голова Одеської обласної організації партії «Слуга народу».
Виборчий фонд Колебошина відповідно до офіційних звітів складав майже 640 тисяч гривень, з яких — 40 тисяч – власні кошти кандидата.